# Ocyale guttata
Ocyale guttata är en spindelart som först beskrevs av Karsch 1878.  Ocyale guttata ingår i släktet Ocyale och familjen vargspindlar. Inga underarter finns listade i Catalogue of Life.